# Le vol 007 ne répond plus
Le vol 007 ne répond plus est un roman d'espionnage de la série SAS, portant le no 73 de la série, écrit par Gérard de Villiers. Publié en 1984 aux éditions Gérard de Villiers, il a été, comme tous les SAS parus au cours des années 1980, édité à 100 000 exemplaires en France. Le contenu du roman et son titre évoquent le Vol Korean Air Lines 007 abattu par la chasse soviétique le 1er septembre 1983.

## Résumé
Août 1983, à Montréal. Jan Kaunas est un agent secret d'origine lituanienne travaillant pour le KGB qui vit actuellement au Québec. Sous les yeux de sa petite amie, Kedok Wa-Dae, il est enlevé par un commando d'agents des services secrets de la Corée du Sud. En effet, avant de vivre au Québec, il avait été en poste en Corée du Sud où il avait mis en place un réseau d'agents dormants. Les Coréens l'ont enlevé pour le faire parler et démanteler le réseau d'espions. Les Coréens sont pressés d'exfiltrer au plus vite leur « prise ». Malko est immédiatement envoyé à Montréal pour tenter de retrouver la trace de Jan Kaunas avant son exfiltration vers la Corée. Il commence son enquête en allant d'abord rencontrer Kedok Wa-Dae, puis une Coréenne sur laquelle la CIA dispose d'un moyen de pression, Lisa Park (chapitres 1 à 3).
Le premier entretien ayant été infructueux, Malko se rend de nouveau au domicile de Kedok Wa-Dae. Il découvre la jeune femme assassinée de manière horrible : tous ses os ont été broyés à la barre de fer ! Il retourne voir Lisa et lui demande de hâter ses recherches. Il découvre alors qu'une compétition d'haltérophilie a lieu le soir-même à Montréal. Se fiant à son intuition, il pense que Kedok a eu les os broyés par un haltérophile d'Allemagne de l'Est, Hans Globchik. Pendant ce temps, le colonel Yu Chang, chef du commando de Corée-du-sud, découvre lui-aussi la mort de Kedok. Il fait la même analyse que Malko : le KGB est, comme la CIA, sur la piste de Jan Kaunas. Rendant compte à sa centrale, son chef lui ordonne de ramener Kaunas en Corée dans les plus brefs délais (chapitres 4 et 5).
Les trois services secrets jouent alors leurs propres partitions :
- les Coréens cachent Kaunas et veulent l'exfiltrer de Montréal ; ils parviennent à le faire quitter le Québec et à l'amener à New-York, leur but étant de le faire peu après transiter sur un vol de la Korean Airline après une escale à Anchorage ;
- Malko et les Américains utilisent les services de Lisa Park puis d'une de ses amies, Joyce Marvin, laquelle a eu sa voiture « empruntée » par son compagnon, Sam Yung, pour exfiltrer Kaunas ; Malko est aidé dans son action par Chris Jones et Milton Brabeck ;
- les Soviétiques sont aussi à la poursuite de Kaunas et bénéficient d'une aide d'une femme dont la mari travaille à la CIA.

Malko fait l'objet de deux tentatives d'assassinat.
Les Coréens parviennent à transférer Kaunas à New-York, puis dans un second temps, de New-York à Anchorage sur un vol régulier de la compagnie d'aviation coréenne (chapitres 6 à 15).
Malko a laissé les Coréens quitter New-York, sachant que le « point faible » de l'exfiltration par les Coréens est Anchorage, lieu où l'avion doit transiter pour prendre des passagers et faire le plein de kérosène. Durant l'escale, Malko et les agents de la CIA, avec l'aide du shérif local, pénètrent dans la soute de l'avion, s'emparent d'un colis de fret dans lequel Kaunas était ligoté. L'homme est ensuite transféré dans un avion spécialement affrété par la CIA. Les agents secrets coréens, qui sont à bord de l'avion, ne se sont rendu compte de rien.
Mais Malko ignore que les Russes ont monté un plan audacieux. Grâce à diverses complicités, ils sont parvenus à installer au sein de la cabine de pilotage de l'aéronef civil un logiciel qui permet au KGB de modifier la trajectoire de l'avion et de couper sa radio à proximité de la Russie. Lorsque l'avion quitte Anchorage et arrive à quelques dizaines de miles du territoire soviétique, ils prennent le contrôle du pilote automatique et font dériver l'avion à l'intérieur de l'URSS. Ignorant que Kaunas a été récupéré par la CIA, le général soviétique chargé de l'opération donne l'ordre aux avions de la chasse soviétique de décoller et d'abattre le Boeing, ce qui est fait sous les yeux horrifiés de Malko et des contrôleurs aériens qui suivaient l'avion au radar et qui ne parvenaient pas à contacter le pilote. Finalement, les 269 passagers et membres d'équipage meurent lorsque l'avion s'écrase dans la mer, ceci pour empêcher Kaunas d'être interrogé par les Coréens alors que l'espion soviétique n'était plus à bord ! (chapitres 16 à 19).

## Autour du roman
Une dédicace figure au début du roman :
« En hommage aux 269 passagers du Boeing des Korean Airlines assassinés par un chasseur soviétique, le 1er septembre 1983 ».